# Sypna sublucida
Sypna sublucida là một loài bướm đêm trong họ Erebidae.